# Aguadilla
Aguadilla grundades 1775 av Luis de Córdova. Det är en stad som ligger i nordvästra hörnet av Puerto Rico och gränsar till Atlanten i norr och väster. Staden ligger norr om Aguada, och Moca och väster om Isabela. Aguadilla omfattar 15 distrikt (”barrios”) samt Aguadilla Pueblo (centrala delarna av staden och platsen för stans administration).
Aguadilla fick åren 2002 och 2004 ta emot utmärkelsen "Best Quality of Life Award", av National Mayor Association.

## Geografi

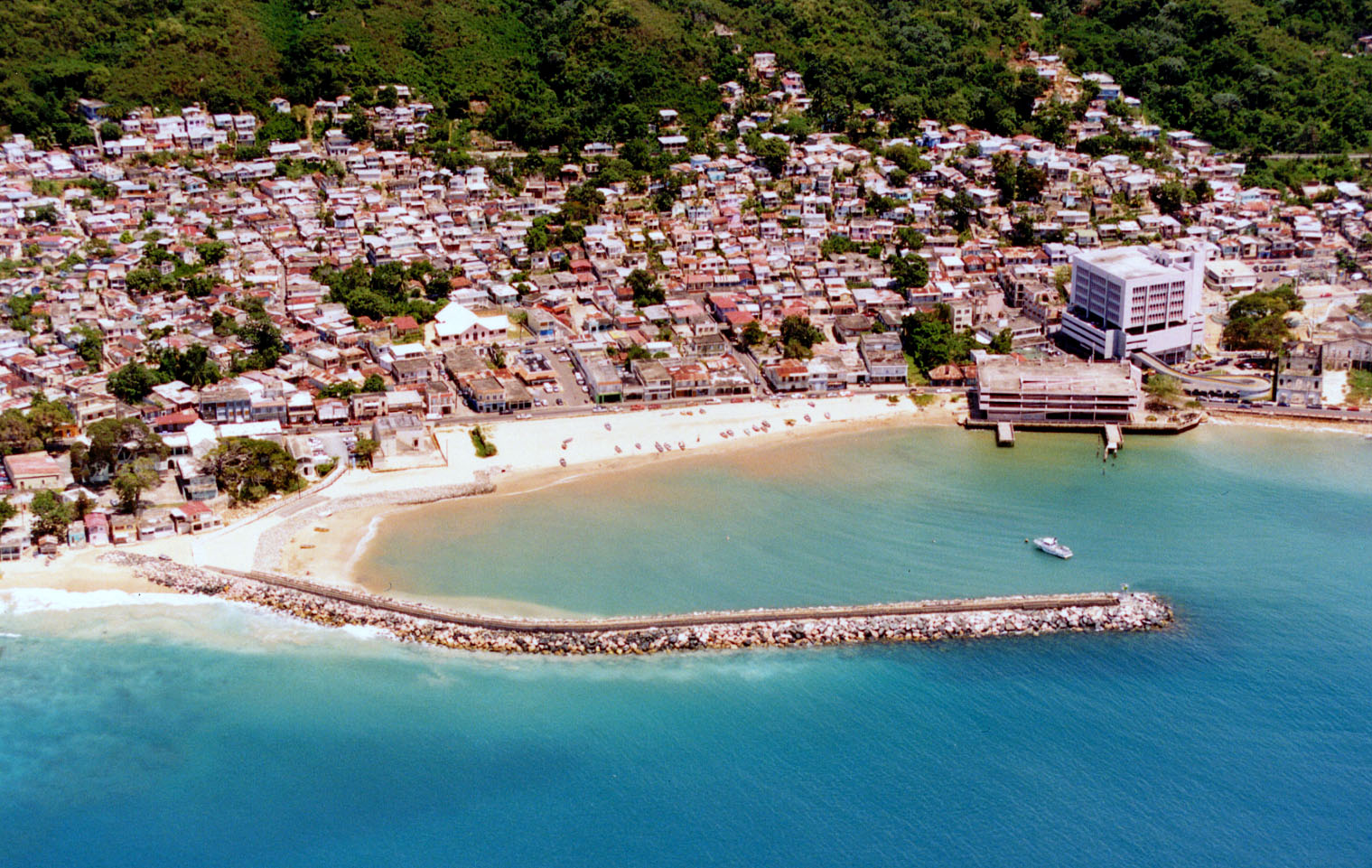
Aguadilla Pueblo

Aguadilla ligger i den nordvästra delen av ön Puerto Rico, i de västra kustdalarna (the Western Coastal Valleys). Staden gränsar till Atlanten och till kommunerna Isabela, Moca, och Aguada.
Stadens yta uppgår till 94,7 km2. Området är till huvuddelen platt, med några berg värda att nämnas: Jiménez (222 meter) och Viñet (210 meter). Det finns bara en flod, Culebrinas, som skiljer Aguadilla från Aguada.

## Administrativ indelning[1]
| Namn (barrio)    | Antal invånare (2000) |
| ---------------- | --------------------- |
| Aguacate         | 1531                  |
| Aguadilla pueblo | 4884                  |
| Arenales         | 1038                  |
| Borinquen        | 8386                  |
| Caimital Alto    | 3656                  |
| Caimital Bajo    | 5277                  |
| Camaceyes        | 12138                 |
| Ceiba Alta       | 566                   |
| Ceiba Baja       | 2420                  |
| Corrales         | 8546                  |
| Guerrero         | 3366                  |
| Maleza Alta      | 1613                  |
| Maleza Baja      | 3058                  |
| Montaña          | 4027                  |
| Palmar           | 2136                  |
| Victoria         | 2043                  |

## Turism
Två av stadens huvudattraktioner är Las Cascadas Water Park och Aguadilla isarena, som är den enda byggnaden i Karibien för skridskoåkning.

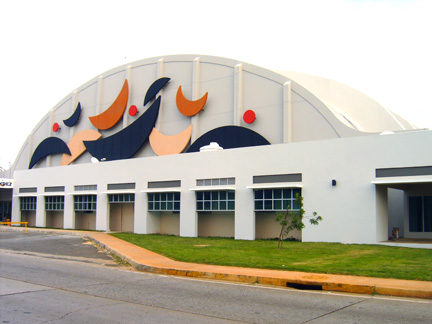
Rafael Hernandez International Airport - Flygterminal
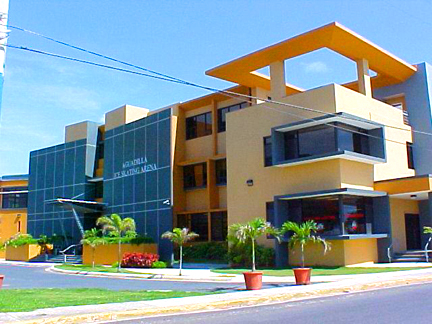
Aguadilla Ice Skating Arena

### Industri
Aguadilla var tidigare främst en fiskehamn, men det har ändrats med tiden. Även om det fortfarande sker en stor del kommersiellt fiske i Aguadilla, är staden nu också platsen för varierande industrier, från Tyco, LifeScan, Symmetricom, Honeywell, och Hewlett Packard vid San Antonio Technological Park. Dessa industrianläggningar har väsentligt ökat inkomsten per capita i Aguadilla, och gett upphov till en stabil medelklass och övre medelklass, efter Puerto Ricanska mått.
Aguadilla har två andra industrianläggningar: Montaña Industrial Park och Camaseyes. Suiza Dairy, Micron Technology och Productos La Aguadillana är lokaliserade till Camaseyes. Medan Puerto Ricos polisakademi  Automeca Technical College, och en annan gren av Hewlett Packard är lokaliserade till Montaña.

### Bibliotek
Det finns ett bibliotek i San Antonio Village och ytterligare ett i Aguadillas centrum.

## Sjukvård
Det finns två större sjukvårdsinrättningar i Aguadilla.
- Hospital Buen Samaritano (Good Samaritan Hospital)
- Aguadilla Medical Services

Det finns också ett antal privata läkarmottagningar.

## Flyg
Rafael Hernández Airport ligger i staden Aguadilla. Under senare år har den återuppväckts som internationell flygplats på ön, med flyglinjer såväl till Nordamerika som till Europa.